# Agamemnon (Lemercier)
Pour les articles homonymes, voir Agamemnon (homonymie).
Agamemnon est une tragédie en cinq actes considérée comme le chef-d'œuvre dramatique de Népomucène Lemercier. Elle fut représentée au Théâtre de la République le 5 floréal an V (24 avril 1797) et valut à son auteur une célébrité immédiate.
« Le 24 avril 1797, écrit Ernest Legouvé, M. Lemercier, qui n'était à six heures du soir qu'un jeune écrivain distingué, entrait le lendemain dans la gloire. On avait représenté Agamemnon. Ce ne fut pas un succès, ce fut un triomphe. Le public salua en lui l'héritier direct de nos grands poètes. Tous ses camarades le proclamèrent un maître. Mon père [Gabriel-Marie Legouvé] avait eu, en même temps que M. Lemercier, l'idée de chercher un sujet de tragédie dans Agamemnon ; tous deux se confièrent leur projet. Mon père, passionné pour l'Andromaque d'Euripide, voulait représenter dans Cassandre ces royales captives que la servitude antique condamnait à l'amour et au lit de leur maître. “Vous avez tort, lui dit vivement Lemercier, ce n'est pas d'Euripide qu'il faut s'inspirer pour cette terrible tragédie, c'est d'Eschyle. Ne touchez pas à Cassandre ! Ne flétrissez pas Cassandre! Cassandre, c'est la lampe qui brûle solitairement à l'ombre du sanctuaire.” Mon père, convaincu, laissa le champ libre à Lemercier ».
Considérée par Charles Labitte comme la dernière grande tragédie antique du théâtre français, la pièce fut violemment attaquée par Julien Louis Geoffroy qui la stigmatisa comme un mauvais pastiche des pièces de Crébillon père.